# Perdita pinguis
Perdita pinguis är en biart som beskrevs av Timberlake 1980. Perdita pinguis ingår i släktet Perdita och familjen grävbin. Inga underarter finns listade i Catalogue of Life.